# Парламентские выборы в Сан-Марино (1955)
Парламентские выборы в Сан-Марино проходили 14 августа 1955 года.
Сан-Маринская христианско-демократическая партия осталась крупнейшей партией Генерального совета Сан-Марино, получив 23 из 60 мест. Однако, Коммунистическая и Социалистическая партии, которые получили в сумме 35 мест, сформировали парламентское большинство.

## Результаты
| Партия                                                | Голоса | %    | Мест | +/-   |
| ----------------------------------------------------- | ------ | ---- | ---- | ----- |
| Сан-Маринская христианско-демократическая партия      | 2 006  | 38,2 | 23   | -3    |
| Сан-маринская коммунистическая партия                 | 1 656  | 31,6 | 19   | +1    |
| Сан-Маринская социалистическая партия                 | 1 338  | 25,5 | 16   | +3    |
| Сан-Маринская демократическая социалистическая партия | 245    | 4,7  | 2    | новая |
| Недействительных/пустых бюллетеней                    | 118    | -    | -    | -     |
| Всего                                                 | 5 363  | 100  | 60   | 0     |
| Зарегистрированных избирателей/ Явка                  | 7 654  | 70,1 | -    | -     |
| Источник: Nohlen & Stöver                             |        |      |      |       |